# أوفي بول
أوفي بول (بالألمانية: Uwe Boll) مخرج، كاتب سيناريو ومنتج ألماني، ولد يوم 22 يونيو من سنة 1965 وذلك في مدينة فرملزكيرشن.

## السيرة الذاتية
عٌرف أوفي بول كمنتج سينمائي لألعاب الفيديو، وعلى الرغم من الانتقاد الكبير الذي وجه إليه بسبب صناعته لهذه النوعية من الأفلام، إلا أن ذلك لم يؤثر على مسيرته السينمائية أو يمنعه من مواصلة مشواره الفني.

منذ سنة 2006، بدأت تتحسن آراء النقاد والمتابعين له، حيث صرح بعضهم أن هذا المخرج الألماني سينتقل من مرحلة الهواة والمبتدئين إلى مرحلة الاحتراف والتخصص، لكن وثيقة على الإنترنت حملت توقيع أزيد من 300 ألف شخص، كان هدفها الرئيسي هو المطالبة بوقف صنع الأفلام السينمائية من هذا النوع، بالرغم من ذلك واصل بول احتضانه لنوعية الأفلام هذه، وقد صرح سنة 2007 قائلا: 
قام بول باحتضان لعبة الصرخة البعيدة وذلك سنة 2007، حيث أكد على تصوير فيلم لها، وبالفعل تم التصوير في دولة كندا، كما تم تصوير أحد الأدورا على الإنترنت فقط.
وكان ياو بول قد اقترح في وقت سابق على شركة بليزارد إنترتينمنت شراء حقوقه في فيلم تحول إلى سلسلة ألعاب لاحقا وهو ووركرافت، لكن شركة بليزارد رفضت هذا العرض.
صرح بول سنة 2016، وذلك بعد عمله على إخراج فيلم رامباج 3، على أنه فقد ثقته في مهنة مخرج أفلام من هذا النوع، حيث أكد على أن العائدات غالبا ما تكون هزيلة وضعيفة جدا بل غير كافية لسداد كل ما إنفاقه على الفيلم بحد ذاته، خصوصا بعد الانخفاض الصاروخي لمبيعات الدي في دي والبلو راي. هذا ولم يٌنتج ياو أي فيلم ضخم في السينما، خاصة بعد الخسارة التجارية الكبيرة والانتقاد الشرس الذي تعرض له هذا المنتج الألماني في فيلمه اسم الملك (بالألمانية: Shwerter des königs - Dungueon Siege)

## أعماله
| السنة | عنوان الفيلم                                                       | مخرج | كاتب سيناريو | منتج |
| ----- | ------------------------------------------------------------------ | ---- | ------------ | ---- |
| 1991  | جيرمان فريد موفي                                                   | نُفِّذ  | نُفِّذ          |      |
| 1993  | بارشيل -مورد إن جونف (بالألمانية: Barschel - Mord in Genf)         | نُفِّذ  | نُفِّذ          | نُفِّذ  |
| 1994  | أموكلوف (بالألمانية: Amoklauf)                                     | نُفِّذ  | نُفِّذ          | نُفِّذ  |
| 1997  | داس إيرست سومستر(بالألمانية: Das Erste Semester)                   | نُفِّذ  | نُفِّذ          | نُفِّذ  |
| 1998  | فاك - داي فالشونج (بالألمانية: Fake - Die Fälschung)               |      |              | نُفِّذ  |
| 2000  | الحب، المال، الحب                                                  |      |              | نُفِّذ  |
| 2000  | فياسكو (بالألمانية: Fíasko)                                        |      |              | نُفِّذ  |
| 2000  | سانكتيموني (بالإنجليزية: Sanctimony)                               | نُفِّذ  | نُفِّذ          | نُفِّذ  |
| 2001  | الملائكة لا تنام (بالإنجليزية: Don't Sleep Here)                   |      |              | نُفِّذ  |
| 2002  | بلاك وودز (بالإنجليزية: Blackwoods)                                | نُفِّذ  | نُفِّذ          | نُفِّذ  |
| 2002  | قلب أمريكا (بالإنجليزية: Heart of America)                         | نُفِّذ  | نُفِّذ          | نُفِّذ  |
| 2003  | منزل الموتى (بالإنجليزية: House of the Dead)                       | نُفِّذ  |              | نُفِّذ  |
| 2005  | وحيد في الظلام (بالألمانية: Alone in the Dark)                     | نُفِّذ  |              | نُفِّذ  |
| 2005  | بلودراين (بالألمانية: BloodRayne)                                  | نُفِّذ  |              | نُفِّذ  |
| 2007  | باسم الملك                                                         | نُفِّذ  |              | نُفِّذ  |
| 2007  | سييد (بالإنجليزية: Seed)                                           | نُفِّذ  | نُفِّذ          | نُفِّذ  |
| 2007  | بوستال (بالإنجليزية: Postal)                                       | نُفِّذ  | نُفِّذ          | نُفِّذ  |
| 2007  | بلود راين 2: النجاة                                                | نُفِّذ  |              | نُفِّذ  |
| 2008  | الصرخة القوية (بالإنجليزية: Far Cry)                               | نُفِّذ  |              | نُفِّذ  |
| 2008  | جرذان النفق (بالإنجليزية: Tunnel Rats)                             | نُفِّذ  | نُفِّذ          | نُفِّذ  |
| 2008  | وحيد في الظلام 2(بالإنجليزية: Alone in the Dark 2)                 |      |              | نُفِّذ  |
| 2009  | ستويك (بالإنجليزية: Stoic)                                         | نُفِّذ  |              | نُفِّذ  |
| 2009  | هيجان (بالإنجليزية: Rampage)                                       | نُفِّذ  | نُفِّذ          |      |
| 2009  | العاصفة النهائية (بالإنجليزية: The Final Storm)                    | نُفِّذ  |              | نُفِّذ  |
| 2009  | دارفور(بالإنجليزية: Darfur)                                        | نُفِّذ  | نُفِّذ          | نُفِّذ  |
| 2010  | بلودراين: الرايخ الثالث (بالإنجليزية: BloodRayne: The Third Reich) | نُفِّذ  |              | نُفِّذ  |
| 2010  | بلاكاوت (بالإنجليزية: Blackout)                                    | نُفِّذ  | نُفِّذ          | نُفِّذ  |
| 2011  | أوشفيتز (بالإنجليزية: Auschwitz)                                   | نُفِّذ  | نُفِّذ          | نُفِّذ  |
| 2011  | بلوبوريلا (بالإنجليزية: Blubberella)                               | نُفِّذ  | نُفِّذ          | نُفِّذ  |
| 2012  | زومبي ماساكر (بالإنجليزية: Zombie Massacre)                        | نُفِّذ  | نُفِّذ          | نُفِّذ  |
| 2013  | الكلب التنين (بالإنجليزية: Dragon Dog)                             |      |              | نُفِّذ  |
| 2013  | بايسمنت (بالإنجليزية: Basment)                                     | نُفِّذ  |              | نُفِّذ  |
| 2013  | سيدانلي (بالإنجليزية: Suddenly)                                    | نُفِّذ  |              | نُفِّذ  |
| 2014  | هيجان 2 (بالإنجليزية: Rampage 2)                                   | نُفِّذ  |              | نُفِّذ  |
| 2014  | نجم الصباح (بالإنجليزية: Morning Star)                             |      |              | نُفِّذ  |
| 2014  | سييد 2 (بالإنجليزية: Seed 2: The New Breed)                        |      |              | نُفِّذ  |
| 2016  | هيجان: سقوط الرئيس (بالإنجليزية: Rampage 3)                        | نُفِّذ  | نُفِّذ          | نُفِّذ  |

## روابط خارجية
- أوفي بول على موقع IMDb (الإنجليزية)
- أوفي بول على موقع روتن توميتوز (الإنجليزية)
- أوفي بول على موقع مونزينجر (الألمانية)
- أوفي بول على موقع ألو سيني (الفرنسية)
- أوفي بول على موقع ميوزك برينز (الإنجليزية)
- أوفي بول على موقع أول موفي (الإنجليزية)
- أوفي بول على موقع بوكس أوفيس موجو (الإنجليزية)
- أوفي بول على موقع قاعدة بيانات الأفلام السويدية (السويدية)
- أوفي بول على موقع إن إن دي بي (الإنجليزية)
- أوفي بول على موقع ديسكوغز (الإنجليزية)